# کاتارینا کلار
کاتارینا کلار (انگلیسی: Katarina Kolar؛ زادهٔ ۲۵ نوامبر ۱۹۸۹) بازیکن فوتبال اهل بوسنی و هرزگوین است.
وی همچنین در تیم‌های ملی فوتبال زنان کرواسی بازی کرده‌است.